# Reattore nucleare ad alta temperatura
Il reattore nucleare ad alta temperatura, anche HTGR, acronimo inglese di High Temperature Gas Reactor, è applicabile a due tecnologie per reattori nucleari di IV generazione, in via di sviluppo:
- il reattore nucleare a temperatura molto alta o VHTR
- il reattore nucleare modulare pebble bed o  PBMR.

Entrambi impiegano elio gassoso ad alta temperatura e pressione come refrigerante per muovere direttamente turbine a gas a ciclo Brayton per la generazione di elettricità oppure per la produzione d'idrogeno, impiegabile nella futuribile economia a idrogeno auspicata da Jeremy Rifkin.